# Hohenrain
Hohenrain est une commune suisse du canton de Lucerne, située dans l'arrondissement électoral de Hochdorf.
Le 1er janvier 2007, la commune a intégré l'ancienne commune de Lieli.

Vue aérienne (1964)